# Dolophilodes oregonus
Dolophilodes oregonus är en nattsländeart som först beskrevs av Donald G. Denning 1966.  Dolophilodes oregonus ingår i släktet Dolophilodes och familjen stengömmenattsländor. Inga underarter finns listade i Catalogue of Life.